# Libius Severus
Flavius Libius Severus Serpentius (n. 420 d.Hr., Lucania⁠(d), Italia – d. 14 august 465 d.Hr., Roma, Imperiul Roman de Apus) a fost un împărat al Imperiului Roman de Apus din 19 noiembrie 461 până la moartea sa. 